# Рудава (Малопольське воєводство)
Рудава (пол. Rudawa) — село в Польщі, у гміні Забежув Краківського повіту Малопольського воєводства.
Населення — 1782 особи (2011).

## Демографія
Демографічна структура станом на 31 березня 2011 року:
|          | Загалом | Допрацездатний вік | Працездатний вік | Постпрацездатний вік |
| -------- | ------- | ------------------ | ---------------- | -------------------- |
| Чоловіки | 863     | 160                | 612              | 91                   |
| Жінки    | 919     | 148                | 543              | 228                  |
| Разом    | 1782    | 308                | 1155             | 319                  |